# 28 de Noviembre
28 de Noviembre är en ort i Argentina.   Den ligger i provinsen Santa Cruz, i den södra delen av landet, 2 200 kilometer sydväst om huvudstaden Buenos Aires. 28 de Noviembre ligger 227 meter över havet och antalet invånare är 4 686.
Terrängen runt 28 de Noviembre är kuperad norrut, men söderut är den platt. 28 de Noviembre ligger nere i en dal. Närmaste större samhälle är Yacimiento Río Turbio, 9,5 kilometer väster om 28 de Noviembre.
Trakten runt 28 de Noviembre består i huvudsak av gräsmarker. Runt 28 de Noviembre är det mycket glesbefolkat, med 3 invånare per kvadratkilometer.